# Andreas von Below
Andreas von Below (* 22. Juli 1763 in Nurmis im Gouvernement Livland; † 27. September 1820 in Perst) war ein livländischer Landmarschall.

## Leben

### Herkunft
Andreas von Below war ein Angehöriger der baltischen Adelsfamilie von Below. Sein Vater Andreas von Below (1722–1800) war russischer Major und Erbherr auf Perst im Gouvernement Livland sowie Gatz und Pennekow in Pommern. Seine Mutter Katharina Dorothea (1741–1764) war eine geborene von Baranoff aus dem Hause Russal in Estland.

### Werdegang
Below besaß aus väterlichem Erbe das Gut Perst und diente in der russischen Armee, zuletzt als Kapitän. Er war von 1804 bis 1806 ältester Beisitzer der I. Abteilung der Pernauer Revisionskommission, von 1806 bis 1809 Kreischef der Pernauer Landmiliz, anschließend von 1809 bis 1812 livländischer Landmarschall. Krankheitsbedingt konnte er dieses Amt zeitweise nicht ausüben. 1810 war er als Delegierter für die Livländische Adelige Güterkreditsozietät in St. Petersburg.

### Familie
Below vermählte sich 1791 in Meyris mit Anna Dorothea Helene von Helffreich (1776–1821). Aus der Ehe gingen je zwei Töchter und Söhne hervor:
1. Karl Friedrich (1794–1867), Wirklicher Staatsrat und Vizegouverneur von Estland ⚭ 1822 Eva Wilhelmine von Stackelberg (1800–1882)
2. Charlotte Helene Elisabeth (1796–1850) ⚭ 1814 Freiherr Konstantin von Ungern-Sternberg († 1836), Erbherr auf Goßenhof
3. Alexander Ewald (1801–1882), Gichtelianer, Reichstagsabgeordneter und Mitglied des Preußischen Herrenhauses
4. Johanna Dorothea Karolina (1803–1883)